# Línea M-124 (Área de Málaga)
La línea M-124 es una ruta de transporte público en autobús interurbano del Consorcio de Transporte Metropolitano del Área de Málaga. Une el municipio de Torremolinos con la barriada de Carola (Benalmádena).
Esta línea de autobús atiende, además, el núcleo de Benalmádena Costa y Arroyo de la Miel.
En el recorrido de la línea se encuentran centros importantes de atracción turística, como pueden ser la Carihuela y el Puerto Deportivo de Benalmádena.

## Detalles de la línea
| Línea | Trayecto            | Recorrido y Horarios | Plano |
| ----- | ------------------- | -------------------- | ----- |
| M-124 | Torremolinos-Carola | Recorrido y Horarios | Plano |